# Whitbeck
Whitbeck is een dorpje in het bestuurlijke gebied Copeland, in het Engelse graafschap Cumbria. Het ligt in de civil parish Whicham. 
Het dorpje heeft de kerk van St Mary, de Whitbeck Mill en een boerderij met schuren die als monumenten onder de English Heritage vallen.